# Hannah Ridge
Hannah Ridge är en bergstopp i Antarktis. Den ligger i Västantarktis. Argentina, Chile och Storbritannien gör anspråk på området. Toppen på Hannah Ridge är 1 198 meter över havet, eller 198 meter över den omgivande terrängen. Bredden vid basen är 3,1 km.
Terrängen runt Hannah Ridge är kuperad söderut, men norrut är den platt.  Trakten är obefolkad. Det finns inga samhällen i närheten. 